# El Salvador
El Salvador (tiếng Tây Ban Nha: República de El Salvador, IPA: [re'puβlika ðe el salβa'ðor], tiếng Việt: Cộng hòa En Xan-va-đo) là một quốc gia tại Trung Mỹ, giáp với Guatemala về phía tây bắc, Honduras về phía đông bắc và Thái Bình Dương ở phía nam. El Salvador là quốc gia nhỏ nhất cũng như có mật độ dân cư cao nhất trong khu vực Trung Mỹ. Thủ đô và thành phố lớn nhất của El Salvador là San Salvador.

## Tên gọi
Tên nguyên thủy tiếng Nahuatl của đất này là "Cuzhcatl", có nghĩa là "Đất của báu vật". Địa danh này được người Tây Ban Nha phiên âm là "Cutzcatlan".
Sau cuộc chinh phục của người Tây Ban Nha, địa danh được đổi thành Provincia De Nuestro Señor Jesucristo El Salvador Del Mundo tức là "Tỉnh thành của Đức Chúa Giêsu Ki Tô, Đấng Cứu Thế", sau rút ngắn lại là "El Salvador".

## Lịch sử
Vào thời kì tiền Colombo, vùng lãnh thổ này chịu ảnh hưởng của nền văn minh Maya, rồi đến nền văn minh của người Indian Pipil với việc thành lập vương quốc Cuscatlán (vùng Đá quý). Năm 1524, Pedro de Alvarado, người Tây Ban Nha, chinh phục El Salvador. Quốc gia này thoát khỏi sự cai trị của Tây Ban Nha năm 1821 và trở thành một phần của đế quốc México. Thành viên của Liên hiệp các Tỉnh Trung Mỹ (1823-1838), El Salvador tuyên bố nền cộng hòa năm 1841.
Cuối thế kỷ XIX, đất nước lại xảy ra các cuộc xung đột liên tục giữa phe tự do và phe bảo thủ. Dưới chế độ độc tài của Tướng Maximiliano Martinez (1931-1944), nông dân nổi dậy chống đối và bị đàn áp dã man (1932). Năm 1950, Đại tá Oscar Osorio lên cầm quyền và thực hiện những cải cách xã hội.
Năm 1972, quân đội áp đặt ứng cử viên của họ để gạt bỏ ứng cứ viên đối lập, José Napoleón Duarte. Từ đó, chiến tranh du kích và khủng bố hoành hành khắp đất nước. Năm 1977, nội chiến bùng nổ. Năm 1979, nhóm đảo chính lên cầm quyền và được Hoa Kỳ ủng hộ. Từ năm 1980, Tổng thống J. N. Duarte tiến hành cải cách ruộng đất.
Năm 1992, các cuộc thương lượng giữa chính phủ với lực lượng du kích kháng chiến đã dẫn đến việc ký hiệp định hòa bình, chấm dứt 11 năm nội chiến. Năm 1994, Armando Calderón Sol đắc cử Tổng thống. Năm 1997, Mặt trận Giải phóng Dân tộc Farabundo Marti chuyển thành một đảng phái chính trị chiếm được 27 trong tổng số 84 ghế trong cuộc bầu cử lập pháp. Năm 1999, Francisco Flores trở thành Tổng thống mới.

## Chính trị
El Salvador theo chế độ Cộng hoà Tổng thống. Tổng thống vừa là nguyên thủ quốc gia vừa là người đứng đầu chính phủ, được bầu trực tiếp, nhiệm kỳ 5 năm. 
Quốc hội: nhất viện gồm 84 nghị sĩ được bầu cho nhiệm kỳ 3 năm và có quyền tái cử. 
Toà án tối cao: gồm 14 quan toà do Quốc hội bổ nhiệm, ngoài ra có các toà án các cấp. 
Các đảng phái chính trị: El Salvador theo chế độ đa đảng. Các chính đảng là: Đảng Mặt trận Giải phóng Quốc gia Farabundo Martí (FMLN – cầm quyền), Liên minh Cộng hoà Quốc gia (ARENA), Đảng Dân chủ Thiên chúa giáo (PDC), Đảng Hoà giải Dân tộc (PCN)...
Hai đảng chính trị, Liên minh Cộng hòa Quốc gia (ARENA) và Mặt trận Giải phóng Quốc gia Farabundo Martí (FMLN) có xu hướng chiếm ưu thế trong các cuộc bầu cử. Các ứng cử viên của ARENA đã giành chiến thắng trong bốn cuộc bầu cử tổng thống liên tiếp cho đến cuộc bầu cử Mauricio Funes của FMLN vào tháng 3 năm 2009. Tuy nhiên, sự thống trị của hai đảng đã bị phá vỡ sau khi Nayib Bukele, một ứng cử viên từ Liên Minh Quốc Gia Thống Nhất (GANA) giành chiến thắng trong cuộc bầu cử tổng thống El Salvador năm 2019.

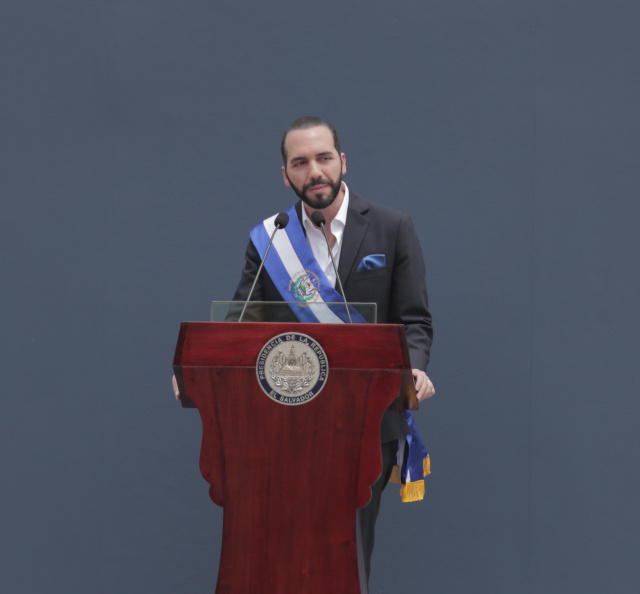
Tổng thống El Salvador Nayib Bukele

## Địa lý
El Salvador nằm ở eo đất Trung Mỹ bên bờ Thái Bình Dương, giữa Guatemala và Honduras. El Salvador trải dài 270 km từ tây sang đông và 142 km từ bắc xuống nam với diện tích 21.041km2 .Là quốc gia nhỏ nhất Trung Mỹ, El Salvador có đường biên giới chung với Guatemala và Honduras với tổng chiều dài 590 km: 199 km giáp Guatemala, 391 km giáp Honduras. Quốc gia này có đường bờ biển 307 km trên Thái Bình Dương. Đây là quốc gia Trung Mỹ duy nhất không tiếp giáp với vùng biển Caribe.
El Salvador có hơn 300 con sông, quan trọng nhất trong đó là sông Lempa. Bắt nguồn từ miền nam Guatemala, sông Lempa chảy ngang các dãy núi phía bắc, chảy dọc phần lớn cao nguyên trung tâm và cắt qua dãy núi lửa phía nam để đổ vào Thái Bình Dương. Đây là con sông có khả năng điều hướng duy nhất của El Salvador. Các con sông ngắn thường ngắn và chảy qua các vùng đất thấp của Thái Bình Dương.
Địa hình El Salvador gồm đồng bằng ven biển với đặc điểm khí hậu nhiệt đới nóng ẩm, hai dãy núi lửa (đỉnh Santa Ana. 2.386 m) bao quanh vùng cao nguyên có không khí trong lành, nơi dòng sông Lempa chảy ngang qua và tập trung phần lớn dân cư trong nước. Điểm cao nhất đất nước là Cerro El Pital, ở độ cao 2730m trên biên giới với Honduras. Các dãy núi và cao nguyên trung tâm chiếm 85% diện tích đất đai El Salvador.

## Kinh tế
Nền kinh tế El Salvador chủ yếu dựa vào kiều hối từ Mỹ và nông nghiệp với những sản phẩm truyền thống miền nhiệt đới. Từ tháng 1 năm 2001, Chính phủ El Salvador quyết định sử dụng đồng đô la Mỹ thay thế cho đồng colón nội tệ. Nguồn thu nhập ngoại tệ cơ bản của đất nước dựa vào gần 3 tỷ USD kiều hối / năm. Chính phủ El Salvador chủ trương mở thị trường xuất khẩu mới, hỗ trợ đầu tư nước ngoài và hiện đại hoá hệ thống thuế.
Nông nghiệp chủ yếu phát triển các loại cây lương thực: ngô, kê, đậu và lúa, mía và cà phê. Đường, bông vải gỗ, cà phê là các mặt hàng xuất khẩu chính. Một số ngành công nghiệp (hóa dầu, lọc dầu, xi măng, dệt...) phát triển nhờ công trình thủy điện sông Lempa. Cuộc nội chiến (1977-1992) đã làm cho đất nước rơi vào tình trạng kiệt quệ. Mặc dù Chính phủ áp dụng biện pháp khắc khổ và kiểm soát được nạn lạm phát nhưng vẫn không tạo được niềm tin đối với các nhà đầu tư nước ngoài.
Tính đến năm 2023, GDP danh nghĩa của El Salvador ước đạt 33,752 tỷ USD, đứng thứ 105 thế giới và đứng thứ 16 trong khu vực Mỹ Latinh.

## Phân cấp hành chính

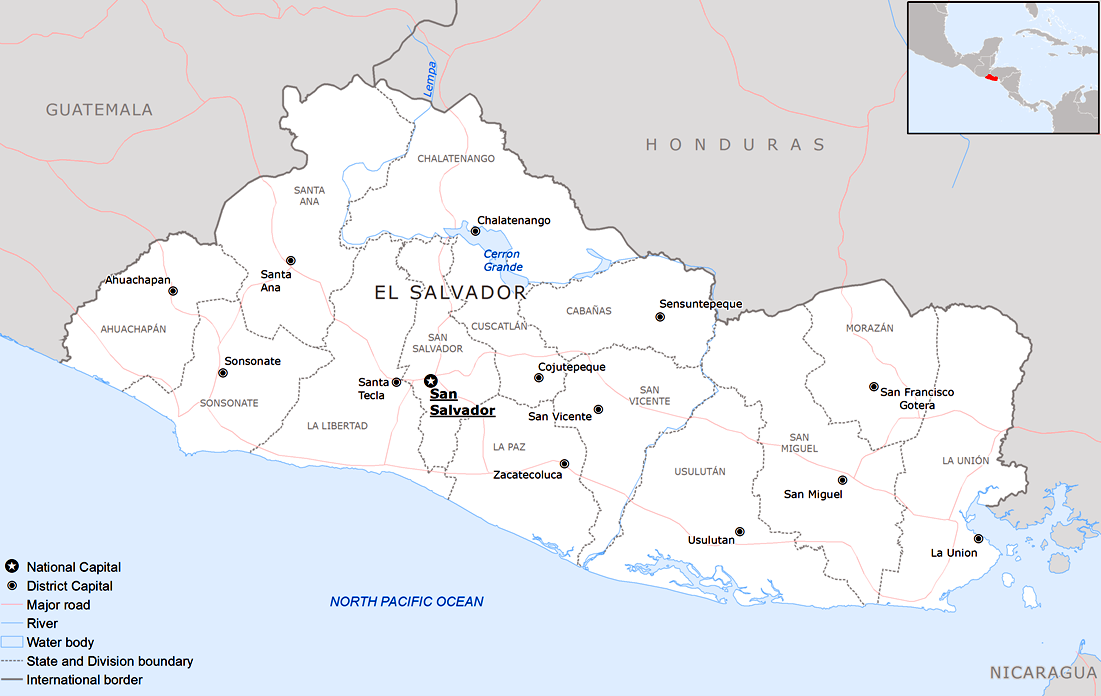
Phân cấp hành chính El Salvador

El Salvador được chia thành 14 tỉnh (departamentos), các tỉnh này lần lượt được chia thành 262 đô thị (municipios)
| Số thứ tự | Tên          | Thủ phủ       | Diện tích (km2) | Số thứ tự | Tên          | Thủ phủ              | Diện tích (km2) |
| --------- | ------------ | ------------- | --------------- | --------- | ------------ | -------------------- | --------------- |
| 1         | Ahuachapán   | Ahuachapán    | 1.239,6         | 8         | Morazán      | San Francisco Gotera | 1.447,4         |
| 2         | Cabañas      | Sensuntepeque | 1.103,5         | 9         | San Miguel   | San Miguel           | 2.077,1         |
| 3         | Chalatenango | Chalatenango  | 2.016,6         | 10        | San Salvador | San Salvador         | 886,2           |
| 4         | Cuscatlán    | Cojutepeque   | 756,2           | 11        | San Vicente  | San Vicente          | 1.184,0         |
| 5         | La Libertad  | Santa Tecla   | 1.652,9         | 12        | Santa Ana    | Santa Ana            | 2.023,2         |
| 6         | La Paz       | Zacatecoluca  | 1.223,6         | 13        | Sonsonate    | Sonsonate            | 1.225,2         |
| 7         | La Unión     | La Unión      | 2.074,3         | 14        | Usulután     | Usulután             | 2.130,4         |

## Dân cư
Dân số El Salvador bao gồm các chủng người lai cũng như những người có tổ tiên là người bản địa, người châu Âu hoặc người gốc Phi trong số những cộng đồng người di cư nhỏ hơn thuộc các nhóm Trung và Viễn Đông. 86% người El Salvador có nguồn gốc Mestizo. 15% người El Salvador là người Da trắng, chủ yếu là người gốc Tây Ban Nha, trong khi cũng có người El Salvador gốc Pháp, Đức, Thụy Sĩ, Anh, Ireland và Ý. Hầu hết những người nhập cư Trung Âu ở El Salvador đã đến trong Thế chiến thứ hai với tư cách là người tị nạn từ Cộng hòa Séc, Đức, Hungary, Ba Lan và Thụy Sĩ. Ngoài ra còn có các cộng đồng nhỏ của người Do Thái, Kitô hữu Palestine và người Hồi giáo (đặc biệt là người Palestine).
| Thành phần dân cư tại El Salvador | Thành phần dân cư tại El Salvador | Thành phần dân cư tại El Salvador | Thành phần dân cư tại El Salvador | Thành phần dân cư tại El Salvador |
| --------------------------------- | --------------------------------- | --------------------------------- | --------------------------------- | --------------------------------- |
| Sắc tộc                           | Sắc tộc                           |                                   | Tỷ lệ                             | Tỷ lệ                             |
| Mestizo                           | Mestizo                           |                                   | 86.3%                             | 86.3%                             |
| Da trắng                          | Da trắng                          |                                   | 12.7%                             | 12.7%                             |
| Bản địa                           | Bản địa                           |                                   | 0.2%                              | 0.2%                              |
| Da đen                            | Da đen                            |                                   | 0.1%                              | 0.1%                              |
| Khác                              | Khác                              |                                   | 0.7%                              | 0.7%                              |

## Tôn giáo
Phần lớn dân số El Salvador theo đạo Thiên Chúa. Công giáo Roma (41,9%) và Tin lành (35,9%) là hai nhóm tôn giáo chính của đất nước, với Giáo hội Công giáo là giáo phái lớn nhất. Những người không theo bất kỳ nhóm tôn giáo nào chiếm tới 19,9% dân số. Các nhóm tôn giáo còn lại (2,3%) bao gồm Nhân chứng Jehovah, Ý thức Krishna, Hồi giáo, Do Thái giáo, Phật giáo, Giáo hội Mặc Môn và những người theo tín ngưỡng tôn giáo bản địa. Số người theo đạo Tin Lành trong nước đang gia tăng nhanh chóng.
| Tôn giáo tại El Salvador | Tôn giáo tại El Salvador | Tôn giáo tại El Salvador | Tôn giáo tại El Salvador | Tôn giáo tại El Salvador |
| ------------------------ | ------------------------ | ------------------------ | ------------------------ | ------------------------ |
| Tôn giáo                 | Tôn giáo                 |                          | Tỷ lệ                    | Tỷ lệ                    |
| Công giáo Roma           | Công giáo Roma           |                          | 41.9%                    | 41.9%                    |
| Tin lành                 | Tin lành                 |                          | 35.9%                    | 35.9%                    |
| Không tôn giáo           | Không tôn giáo           |                          | 19.9%                    | 19.9%                    |
| Khác                     | Khác                     |                          | 2.3%                     | 2.3%                     |

## Thể thao
Bóng đá là môn thể thao phổ biến nhất ở El Salvador. Đội tuyển El Salvador đã từng hai lần lọt vào vòng bảng các kỳ World Cup 1970 và 1982. Sân nhà của El Salvador là sân vận động Cuscatlán ở thủ đô San Salvador với sức chứa 53.400 chỗ ngồi. Đây là sân vận động lớn nhất ở Trung Mỹ.